# Mountain Lake
Mountain Lake is een plaats (city) in de Amerikaanse staat Minnesota, en valt bestuurlijk gezien onder Cottonwood County.

## Demografie
Bij de volkstelling in 2000 werd het aantal inwoners vastgesteld op 2082.
In 2006 is het aantal inwoners door het United States Census Bureau geschat op 1994, een daling van 88 (-4.2%).

## Geografie
Volgens het United States Census Bureau beslaat de plaats een oppervlakte van
3,6 km², waarvan 3,5 km² land en 0,1 km² water. Mountain Lake ligt op ongeveer 397 m boven zeeniveau.

## Plaatsen in de nabije omgeving
De onderstaande figuur toont nabijgelegen plaatsen in een straal van 20 km rond Mountain Lake.